# Buckwheat Zydeco
Buckwheat Zydeco, nome artístico de Stanley Dural, Jr. (Lafayette, 14 de novembro de 1947 - 24 de setembro de 2016), foi um acordeonista estadunidense de música zydeco.
Morreu em 24 de setembro de 2016, aos 68 anos, de câncer de pulmão. 

## Discografia
- 2009 Let the Good Times Roll: Essential Recordings (Rounder Records)
- 2009 Lay Your Burden Down (Alligator Records)
- 2006 The Best of Buckwheat Zydeco: Millennium Collection (Island Records)
- 2005 Jackpot! (Tomorrow Recordings)
- 2003 Classics (Rounder Records)
- 2001 Down Home Live (Tomorrow Recordings)
- 2000 The Ultimate Collection (Hip-O Records)
- 1999 Buckwheat Zydeco Story: A 20 Year Party (Tomorrow Recordings)
- 1997 Trouble (Tomorrow Recordings)
- 1994 Five Card Stud (Island Records)
- 1994 Choo Choo Boogaloo (Music for Little People)
- 1993 Menagerie: The Essential Zydeco Collection (Mango Records)
- 1992 Buckwheat's Zydeco Party (Rounder Records)
- 1992 On Track (Atlantic Records)
- 1990 Where There's Smoke There's Fire (MCA Special Products)
- 1988 Taking It Home (Island Records)
- 1987 On a Night Like This (Island Records)
- 1985 Waitin' for My Ya Ya (Rounder Records)
- 1983 Turning Point (Rounder Records)
- 1983 100% Fortified Zydeco (Black Top Records/Shout Factory Records)
- 1979 One for the Road (Blues Unlimited Records)